# Württembergische A
Die Fahrzeuge der Gattung A waren Schnellzug-Dampflokomotiven der Königlich Württembergischen Staats-Eisenbahnen. Gebaut wurden sie ab 1878 von der Maschinenfabrik Esslingen.
Mitte der 1860er Jahre kehrte die Württembergische Staatsbahn von den amerikanisch beeinflussten 2'B-Lokomotiven zur 1B-Lokomotive zurück, weil diese in Anschaffung und Unterhalt geringere Kosten verursachten. Es wurden sogar 2'B-Lokomotiven in 1B-Lokomotiven umgebaut.
Da die Loks über mehrere Jahre hinweg gebaut wurden, wichen die einzelnen Auslieferungen in Details voneinander ab, so stieg der Kesseldruck von anfangs 10 bar auf 12 bar. Die Fahrzeuge besaßen einen Schlepptender der Bauart 2 T 10 und fielen durch ihren großen Dampfdom auf, der unmittelbar hinter dem nur wenig höheren Schornstein angeordnet war.
Zwei Lokomotiven gelangten 1925 als Baureihe 34.81 noch in den endgültigen Umzeichnungsplan der Reichsbahn. Die 34 8101 war die ehemalige Bahnnummer 336, die 1896 durch einen Umbau aus einer Lokomotive der Gattung Aa entstanden war. Die 34 8102, ehemalige Bahnnummer 363, war dagegen ein Neubau aus dem Jahr 1891. Beide Lokomotiven wurden noch 1925 ausgemustert.